# 徐景寅
徐景寅，江西清江（今江西樟树）人，是一名清朝政治人物。
徐景寅曾于1900年接替武麟任金山县知县一职，1901年由赵汝楷接任。